# NGC 824
NGC 824 è una vasta galassia a spirale barrata situata nella costellazione della Fornace, a una distanza di circa 270 milioni di anni luce dalla nostra Via Lattea.

## Scoperta
La galassia è stata scoperta il 29 novembre 1837 dall'astronomo britannico John Herschel.

## Descrizione
NGC 824 ha una classe di luminosità II-III e racchiude anche regioni di idrogeno ionizzato.
Inoltre è una galassia attiva di tipo Seyfert 1.